# Amblycorypha oblongifolia
Amblycorypha oblongifolia ist eine in Nordamerika vorkommende Langfühlerschrecke (Ensifera) aus der Überfamilie der Laubheuschrecken (Tettigonioidea).

## Beschreibung

### Merkmale
Ausgewachsene Exemplare von Amblycorypha oblongifolia erreichen eine Körperlänge von 42 bis 52 Millimetern. Sie sind in der Mehrzahl einfarbig grün. Bei den Männchen hebt sich ein brauner Bereich am Thorax ab. Zuweilen erscheinen gelbliche, bräunliche oder rötliche Formen. Diese Farbvarianten treten in der Natur selten auf, da sie ebenso wie auch albinotische Tiere anderer Arten von Feinden schnell erkannt und gefressen werden. Bei Zuchten in Gefangenschaft wurden farbige Exemplare häufiger festgestellt. Die jeweiligen Farben erlangen die Tiere schon bei der Geburt, d.  h. sie verändern sich während der Entwicklung nicht mehr. Die Fühler sowie die Flügel sind lang, wobei die Vorderflügel in Ruhestellung die Hinterflügel nahezu vollständig überdecken. Die Beine sind mit vielen kleinen Dornen versehen. Die Weibchen sind mit einem nach oben gebogenen Ovipositor ausgestattet.

### Ähnliche Arten
Amblycorypha floridana unterscheidet sich von Amblycorypha oblongifolia in erster Linie durch die verschiedenartigen Lautäußerungen. Während diese bei A. oblongifolia aus einer Abfolge von kurzen Zick-Lauten mit einer Frequenz von ungefähr 9 kHz bestehen, sind sie bei A. floridana langgezogen und ähneln dem Geräusch eines mehrfach aufprallenden Tischtennisballs.
|  |  |  |  |

## Vorkommen und Lebensraum
Amblycorypha oblongifolia kommt von Ontario und Québec Richtung Süden entlang der Ostküste und der Mitte der USA bis nach Texas und dem Florida Panhandle verbreitet vor. Die Schrecken leben bevorzugt auf buschiger Vegetation an Waldrändern sowie auf Feuchtwiesen. Sie wurden auch in Obstplantagen nachgewiesen.

## Lebensweise
Amblycorypha oblongifolia ist tagaktiv und ernährt sich in erster Linie von Goldrutenarten (Solidago). Die Eier werden im Erdboden deponiert, wo sie je nach Standort zwei oder mehr Jahre überliegen können. Die Larven sind zunächst flügellos. Sie durchlaufen mehrere Häutungsphasen und sind nach ca. zwei Monaten voll entwickelt und geschlechtsreif. Ausgewachsen zeigen sie ein sehr gutes Flugverhalten.